# KBS 1TV 화요 드라마
KBS 1TV 화요 드라마는 대한민국의 KBS 1TV에서 매주 화요일에 방송되었던 TV 드라마 작품이다.

## 작품 리스트
|  | - 아래의 텔레비전 드라마 중 2002년 11월 이후에 시청 가능 연령을 표시하는 드라마 등급 제도를 의무적으로 시행하고 있습니다. - 2017년 3월 1일부터 TV 프로그램 등급 표시 외에 주제, 폭력성, 선정성, 언어, 모방 위험 등 분류 사유 표시를 의무적으로 시행하고 있습니다. |

### 1970년대
- 《산마을 갯마을》 : 1976년 11월 12일 ~ 1977년 9월 20일
- 《전설의 고향》 : 1977년 10월 18일 ~ 1980년 12월 16일[1], 1981년 1월 6일 ~ 1981년 9월 1일

### 1980년대
- 《억척선생 분투기》 : 1981년 2월 10일 ~ 1981년 3월 31일
- 《가요드라마》 : 1987년 3월 3일 ~ 1987년 6월 30일
- 《사랑이 꽃피는 나무》 : 1987년 7월 14일 ~ 1987년 10월 6일

### 1990년대
- 《대추나무 사랑걸렸네》 : 1997년 5월 20일 ~ 1998년 2월 10일

## 같이 보기
- KBS 2TV 화요 드라마